# Jan Lammek
Jan Lammek (ur. 1949 w Sierakowicach, zm. 2006 w Gdańsku) – polski anestezjolog, doktor nauk medycznych, były Przewodniczący Oddziału Gdańsko-Pomorskiego Polskiego Towarzystwa Anestezjologii i Intensywnej Terapii.

## Życiorys
Ojciec Jana Lammka był lekarzem rodzinnym. Zafascynowany tym zawodem, syn postanowił również zostać lekarzem. Ukończył w 1972 r. Akademię Medyczną w Gdańsku i rozpoczął pracę w Szpitalu Powiatowym w Starogardzie Gdańskim. 1976 r. uzyskał I stopień specjalizacji chirurgicznej. Z powodu wady wzroku musiał jednak zmienić specjalizację. Wybór padł na blisko współpracującą z chirurgią anestezjologię. Doktor Lammek przeniósł się do Gdańska i rozpoczął pracę w ówczesnym Zakładzie Anestezjologii i Reanimacji Instytutu Chirurgii Akademii Medycznej. W tej jednostce pracował do końca swego życia. Drugi stopień z zakresu anestezjologii i intensywnej terapii uzyskał w 1980 r.
W roku 1981 wyjechał na półtora roku na szkolenie do RFN. Od początku pracy zawodowej główne zainteresowania doktora Lammka dotyczyły dwóch zagadnień – zakażeń i niewydolności nerek, szczególnie u chorych leczonych w oddziale intensywnej terapii. Z chwilą rozpoczęcia w ośrodku gdańskim przeszczepów nerek stał się członkiem zespołu anestezjologów uczestniczących w procesie transplantacji narządów. Odbył także w Niemczech przeszkolenie w zakresie opieki okołooperacyjnej i znieczuleń chorych do przeszczepów wątroby - narządu, którego choroba doprowadziła później do jego śmierci.
Wyszkolił 15 specjalistów anestezjologii i intensywnej terapii. Wśród chorych szczególnie interesował się dziećmi potrzebującymi chemioterapii z powodu choroby nowotworowej. Opracował procedury zakładania cewników donaczyniowych i nadzorował ich utrzymywanie. Swoje wieloletnie doświadczenia w tym zakresie zawarł w pracy na stopień doktora nauk medycznych, który uzyskał w 2002 r. W ostatnich latach dr Lammek był zastępcą do spraw ekonomizacji kierownika Kliniki Anestezjologii i Intensywnej Terapii. 
W grudniu 2002 roku został Przewodniczącym Oddziału Gdańsko-Pomorskiego Polskiego Towarzystwa Anestezjologii i Intensywnej Terapii. Wkrótce śmiertelnie zachorował. Pracował niemal do końca życia.